# Râul Gerușița
Râul Gerușița (uneori denumit și Râul Mândra) este un curs de apă, afluent al râului Gerului. 